# Kotlina Danakilska

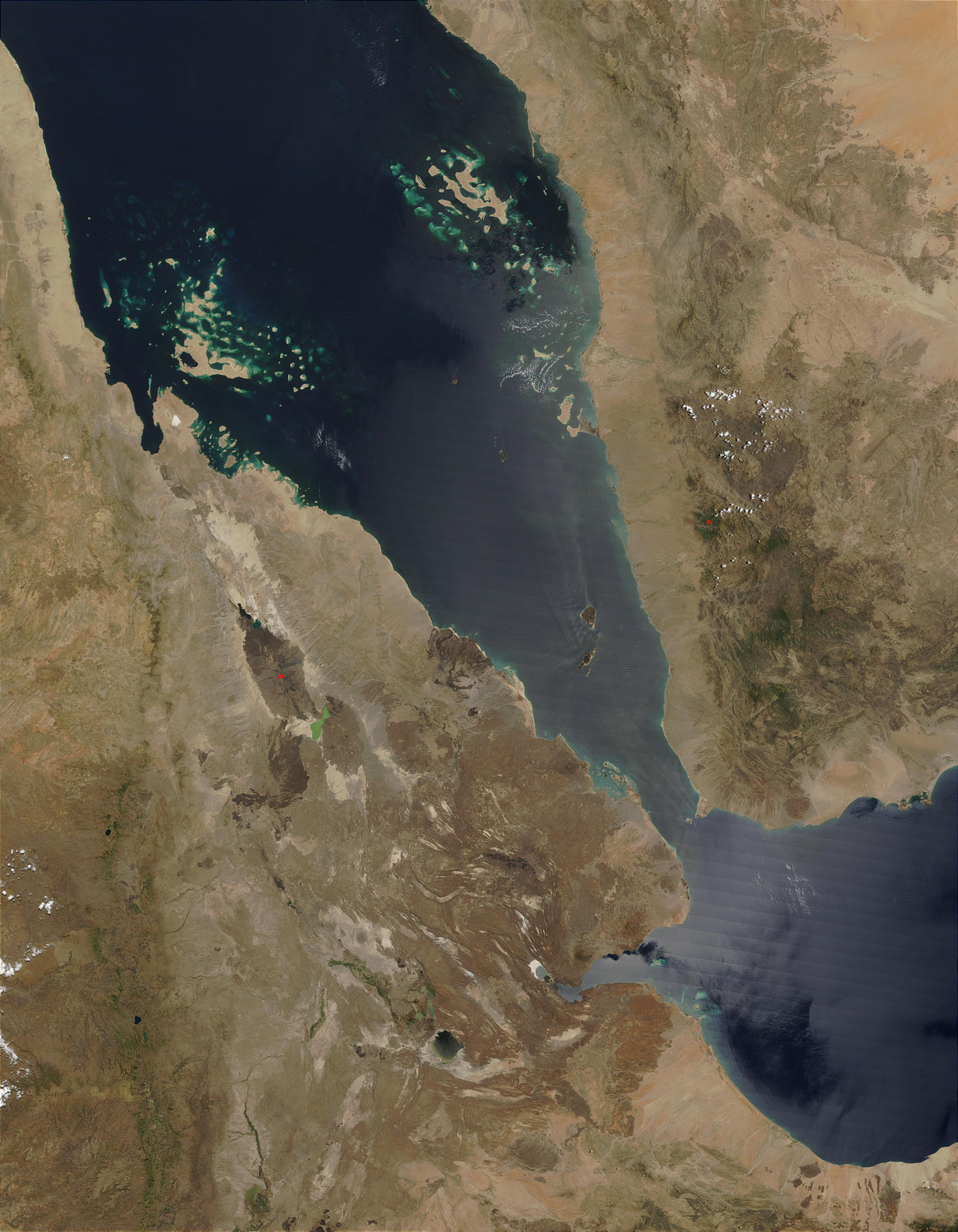
Widok z satelity

Kotlina Danakilska (także: Danakil, Afar) – depresja położona w północnej Etiopii, południowo-wschodniej Erytrei i zachodnim Dżibuti. Jej najniższy punkt, Asal, położony jest 153 m poniżej poziomu morza. Mieszkają tu wędrowni pasterze Afarowie, wciąż wrogo nastawieni do przybyszów z zewnątrz.
Pośrodku kotliny znajduje się Pustynia Danakilska. Jest ona rozległym obszarem o średnicy 500 kilometrów. Głównym elementem jej krajobrazu są pola zastygłej, czarnej lawy. Jest to najcieplejsze miejsce na Ziemi (najwyższe średnie temperatury roczne, wynoszące prawie 35°C). Nigdy nie zanotowano tu temperatury poniżej 23°C, a temperatury w okolicach 50°C nie są rzadkością. W niektórych gorących źródłach, licznie tu występujących, temperatura wody przekracza temperaturę wrzenia.